# Arisztokratész
Arisztokratész (i. e. 1. század) görög történetíró.

## Élete
Életéről mindőssze annyit tudunk, hogy Spártából származott, s hazája történelmét írta meg „Lakónika” címen. A munkát Pamphila és Plutarkhosz is felhasználták, ránk csupán néhány töredéke maradt.